# 莎伦·格莱斯
莎伦·格莱斯（英語：Sharon Gless，1943年5月31日—），女，美国演员。曾获得黄金时段艾美奖戏剧类电视系列剧最佳女主角。